# Krossberg
Krossberg is een plaats in de Noorse gemeente Stavanger, provincie Rogaland. Krossberg telt 404 inwoners (2007) en heeft een oppervlakte van 0,2 km².